# 塞蒂莫圣彼得罗
塞蒂莫圣彼得罗（義大利語：Settimo San Pietro）是意大利撒丁大区卡利亞里廣域市的一个市镇。总面积23.21平方公里，人口6491人，人口密度279.7人/平方公里（2009年）。ISTAT代码为092075。